# 小行星8919
小行星8919（英語：8919 Ouyangziyuan）是一颗围绕太阳公转的小行星。1996年10月9日，北京天文台施密特CCD小行星计划在兴隆发现了此天体。以中国著名天体化学家、地球化学家欧阳自远命名。
这颗小行星的绝对星等为205.92431等。